# Siphonobrachia
Siphonobrachia är ett släkte av ringmaskar. Siphonobrachia ingår i familjen skäggmaskar.
Kladogram enligt Catalogue of Life:
| Siphonobrachia | \| \| Siphonobrachia ilyophora \| \| \| \| \| \| Siphonobrachia lauensis \| \| \| \| |
|                | \| \| Siphonobrachia ilyophora \| \| \| \| \| \| Siphonobrachia lauensis \| \| \| \| |
|                | Siphonobrachia ilyophora                                                             |
|                |                                                                                      |
|                | Siphonobrachia lauensis                                                              |
|                |                                                                                      |